# Delitto del faro
Delitto al faro (Tormented) è un film del 1960 diretto da Bert I. Gordon. 

## Trama
Tom Stewart è un pianista jazz in procinto di sposarsi con la fidanzata Meg Hubbard quando la sua ex Vi Mason si ripresenta nella sua vita con la minaccia di mandare a monte il matrimonio. I due discutono animatamente sul faro dell'isola, ma il crollo della ringhiera fa perdere l'equilibrio a Vi, che Tom guarda precipitare ignorando le sue richieste d'aiuto.
Nei giorni seguenti strane visioni tormentato Tom, inclusa l'apparizione del fantasma di Vi, la cui scomparsa comincia ad attirare l'attenzione. La pressione rende Tom sempre più instabile, tanto che uccide un uomo che si era messo sulle tracce di Vi per un debito non pagato. La piccola Sandy Hubbard, la sorellina di Meg, lo vede commettere il delitto, ma essendo molto legata al futuro cognato decide di tenere il segreto.
Sandy quasi confessa ciò che ha visto durante il matrimonio tra Tom e Vi, ma una strana folata di vento la interrompe, spalancando le porte della chiesa, spegnendo le candele e facendo appassire i fiori. Quando Tom torna al faro per parlare con Vi, si rende conto che Sandy lo sta spiando: decide quindi di disfarsi della bambina, dato che potrebbe rivelare la verità sul suo conto. Tuttavia, mentre cerca di far avvicinare Sandy alla ringhiera difettosa, il fantasma di Vi si avventa su di lui, facendolo precipitare in mare sotto gli occhi esterrefatti della cognata.
Il mare restituisce i corpi di Tom e Vi, sulla cui mano brilla la fede che aveva rubato a Meg.

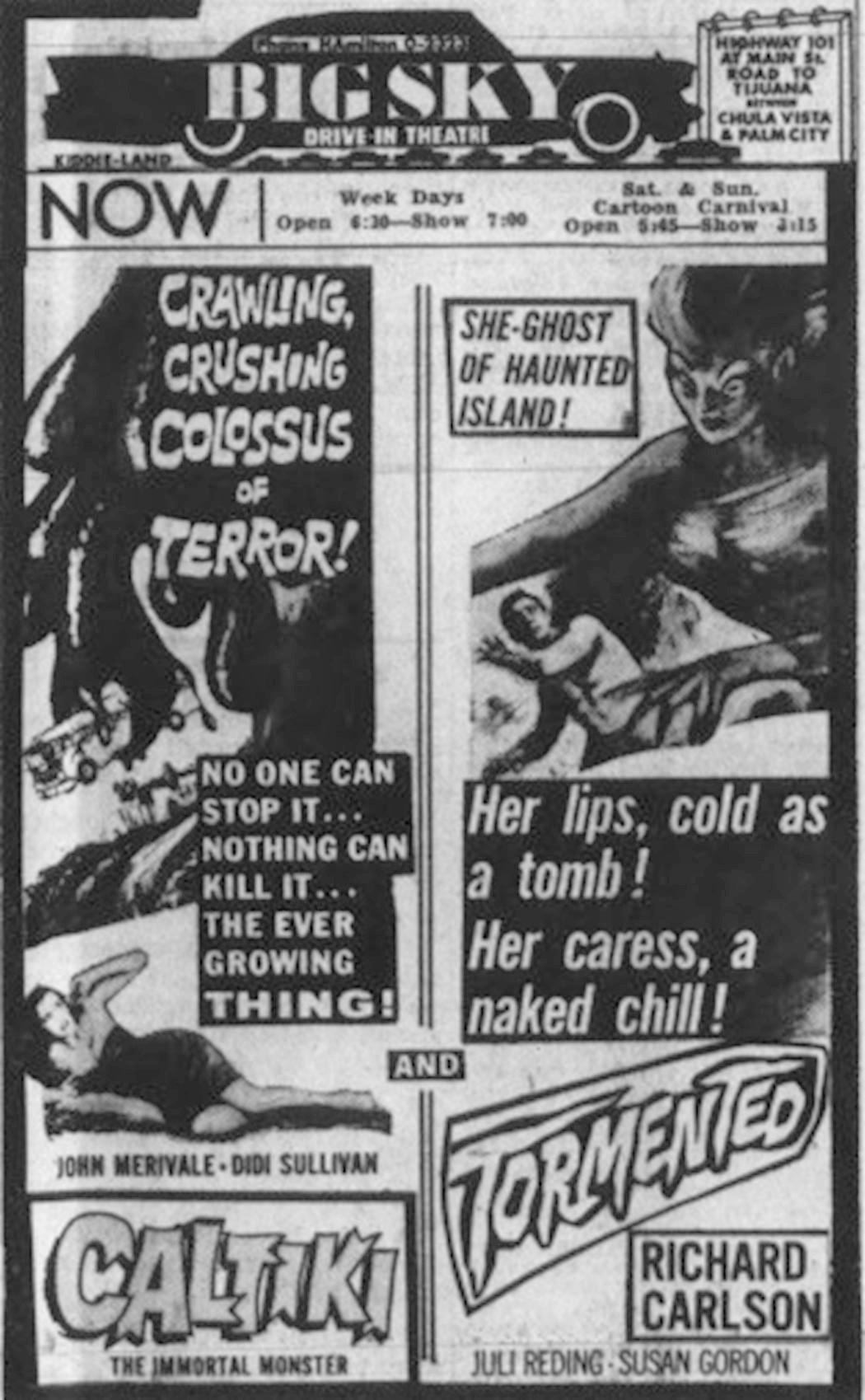
Il manifesto del 1960 per Tormented e l'altro film abbinato nei drive-in

## Accoglienza
Antonio Fichera ha scritto che questo film è esemplare per quanto riguarda «le concezioni della morte della civiltà americana. (…) In America le vendette attuate dai fantasmi risalgono quantomeno al 1960 con il film di Bert I. Gordon Tormented (Il delitto del faro)».